# ان اشلپر
ان اشلپر (انگلیسی: Anne Schleper؛ زادهٔ ۳۰ ژانویهٔ ۱۹۹۰) بازیکن هاکی روی یخ اهل ایالات متحده آمریکا است.